# Gero (arcybiskup Kolonii)
Gero, Geron (ur. ok. 900, zm. ok. 28 czerwca 976 r.) – arcybiskup Kolonii w latach 969-976.
Gero był synem margrabiego Łużyc Christiana. Jego matka Hilda była siostrą margrabiego Marchii Wschodniej Gerona.
Gero rozpoczynał karierę jako kapelan cesarza Ottona I. W 969 został arcybiskupem Kolonii. W 971 pojechał do Konstantynopola po księżniczkę Teofano, przyszłą żonę cesarskiego syna. Przywiózł ze sobą także relikwie świętego Pantaleona. W 972 r. założył opactwo Gladbach. Dla katedry w Kolonii ufundował krucyfiks, nazywany od jego imienia krucyfiksem Gerona.